# 阮文平
阮文平（發音：[ŋwiən˦ˀ˥ van˧˧ ʔɓïŋ˨˩]；1961年3月4日—），男性，京族，生於越南富寿省，越南政治人物。曾任越南共产党第十二届中央政治局委员、越南共产党中央书记处书记、中央经济部部长。

## 生平
2011年8月3日，任越南国家银行行长。2016年1月27日，越共十二大上连任中央政治局委员。2016年4月11日，阮文平任中央经济部部长。
2020年11月6日，阮文平因在越南国家银行行长任期内违反民主集中制原则和工作规则；失职失责、管理不严、检查监督不到位，在颁发和组织履行一些关于银行信贷业务的决议、规定和决定中出现许多违法违规行为，造成严重后果而受到越共中央政治局警告处分。2021年1月，不再担任越共中央政治局委员、中央经济部长。退休。